# Hammerwatch
Hammerwatch est un jeu d'action-aventure hack’n’slash sorti le 12 août 2013 dans la boutique de Steam pour Windows, OS X et Linux.

## Système de jeu
Hammerwatch est un jeu vidéo dans le style de Diablo. Le jeu a principalement été inspiré par la série de jeux vidéo Gauntlet.
Le joueur se trouve dans un château et doit tuer des centaines d'ennemis. Contrairement à un jeu comme Diablo, il n'y a pas d'arbres de compétences ici. Pour augmenter les caractéristiques de son personnage, le joueur doit trouver des marchands et leur acheter des améliorations avec l'or qu'il aura récolté.
Le jeu contient 6 classes de personnages : Paladin, Wizard, Ranger, Thief, Warlock et Priest.

## Disponibilité
Le jeu est disponible depuis le 12 août 2013 dans Steam. Il est passé par le processus du Steam Greenlight pour y arriver.

## Extension
Le 16 septembre 2014, une extension gratuite est mise en ligne par le développeur. Cette extension se nomme Temple of the Sun qui peut se traduire par Le Temple du Soleil. Cette extension comprend une toute nouvelle campagne se déroulant dans le désert. Il y a de nouvelles musiques, de nouveaux boss, de nouveaux défis,...

## Accueil
Gamekult a attribué la note de 5/10 à Hammerwatch. Concernant les ventes, le jeu a enregistré 2 500 pré-commandes, et il s'est vendu à 12 000 unités lors des 24 premières heures sur Steam.

## Développement
Le jeu est programmé en C#, et utilise jusqu'à la version 1.21 le framework libre Mono. Du fait que le framework Mono soit open source et multiplateforme, le jeu peut fonctionner sur des plateformes alternatives, telle que la console portable basées sur des SoC d'architecture ARM, OpenPandora en 2014. Il est également de ce fait possible, en 2019, de le faire tourner sur des SBC ARM fonctionnant avec Linux, tel que la Rasbperry Pi 4.